# Oncophanes hesperidis
Oncophanes hesperidis är en stekelart som beskrevs av Sievert Allen Rohwer 1919. Oncophanes hesperidis ingår i släktet Oncophanes och familjen bracksteklar. Inga underarter finns listade i Catalogue of Life.